# Javier Manquillo
Javier Manquillo Gaitán (Madrid, 5 de maio de 1994), mais conhecido como Javier Manquillo, é um futebolista espanhol que atua como lateral-direito. Atualmente está sem clube.